# 新竹神社
24°47′32″N 120°57′09″E / 24.792329°N 120.952504°E
新竹神社為台灣日治時期位於新竹市的神社，設立於1918年，社格屬國幣小社，為新竹州社格最大之神社。神社現址在臺灣新竹市北區，戰後成為內政部移民署新竹收容所（俗稱新竹靖廬）直到2018年遷出，其東側的外苑則是國軍退除役官兵輔導委員會新竹榮譽國民之家以及衛生福利部少年之家，遺址鄰近新竹市立成德高級中學。新竹神社許多建築及構件仍存在，其於2001年被列為新竹市定古蹟，目前計畫修復中。

## 沿革

### 第一代神社(1918-40年)

#### 牛埔山御露營地
新竹神社位於新竹市西南側約2公里的牛埔山腰，此地之東南側為北白川宮能久親王的「牛埔山御露營地」，及今日的新竹市立成德高中校地，為北白川宮於1895年8月8日自新竹啟程前往今苗栗尖筆山途中的宿營地點。而為了紀念此地點，時任臺北縣新竹支廳長松村雄之進於1896年3月在此設了紀念碑，而此紀念碑亦為全台對於北白川宮御遺跡地設立紀念碑之嚆矢。於1917年，新竹廳長高山仰將紀念碑的臺石基座改建，並在周遭擴設道路，將其改為御遺跡地。此後，每年10月28日的臺灣神社祭當日，新竹的官民亦會至此參拜並舉行祭典。另外，1942年於神社附近的今成德高中校園內設有「北白川宮能久親王記念詩碑」，其內容為「追擊奏功休我兵、曲肱山阪待天明、日中炎暑全消盡，月下露營千感生。」，保存於成德高中的歷史古蹟保護區，一旁是北白川宮成久王於1903年所手植的黑松。
- 北白川宮能久親王紥營於新竹松嶺（今成德高中校址）處
- 北白川宮能久親王於新竹松嶺（今成德高中校址）紥營紀念碑

#### 新竹神社設立
1915年，時任新竹廳長三村三平開始籌建鎮守新竹全境的神社，而新竹神社係由新竹街的松本徒爾等47人於1915年7月25日向台灣總督府申請設立，此申請於時任總督安東貞美於1916年9月26日許可。新竹廳長於1916年11月由高山仰接任，其考量牛埔山與北白川宮的淵源，加上周圍被樹林所包圍，又可俯瞰新竹市街及向西遠望臺灣海峽，故決定將御露營地紀念碑的下方處作為新竹神社的地點。新竹神社前方道路之端點即為新竹廳廳舍（後來的新竹州廳），將地方神道宗教與政治行政中心安排在軸線（今中山路）兩端，在都市計畫亦有其特殊考量。當局設立「新竹神社造營事務局」，並聘請森山松之助、八坂志賀助、手島誠吾等人設計。而後在大正六年（1917年）於牛埔山（松嶺）北白川宮能久親王御露營紀念碑下方動工，社殿建材為阿里山檜木，並在該年12月23日舉行「地鎮祭」動工；次年（1918年）9月15日舉行社殿的上棟祭；10月25舉行鎮座祭落成；12月24日舉行「新殿祭」、「神內祭」。新竹神社的本殿、中門、拜殿等建築為普通神明造之樣式，總工程費為65,000圓，並由有志之士捐獻設置了50餘對石燈籠。

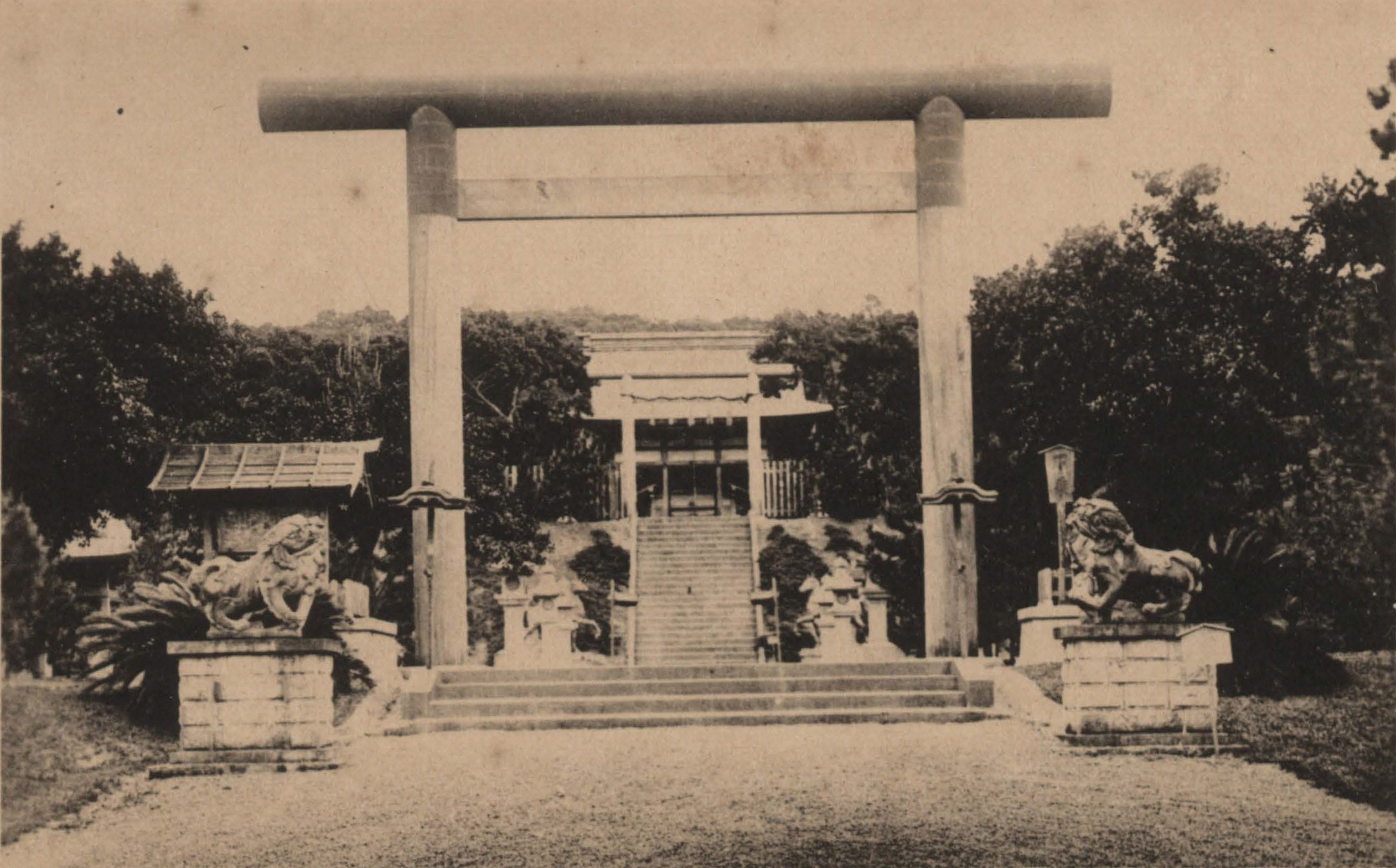
第一代新竹神社鳥居與參道
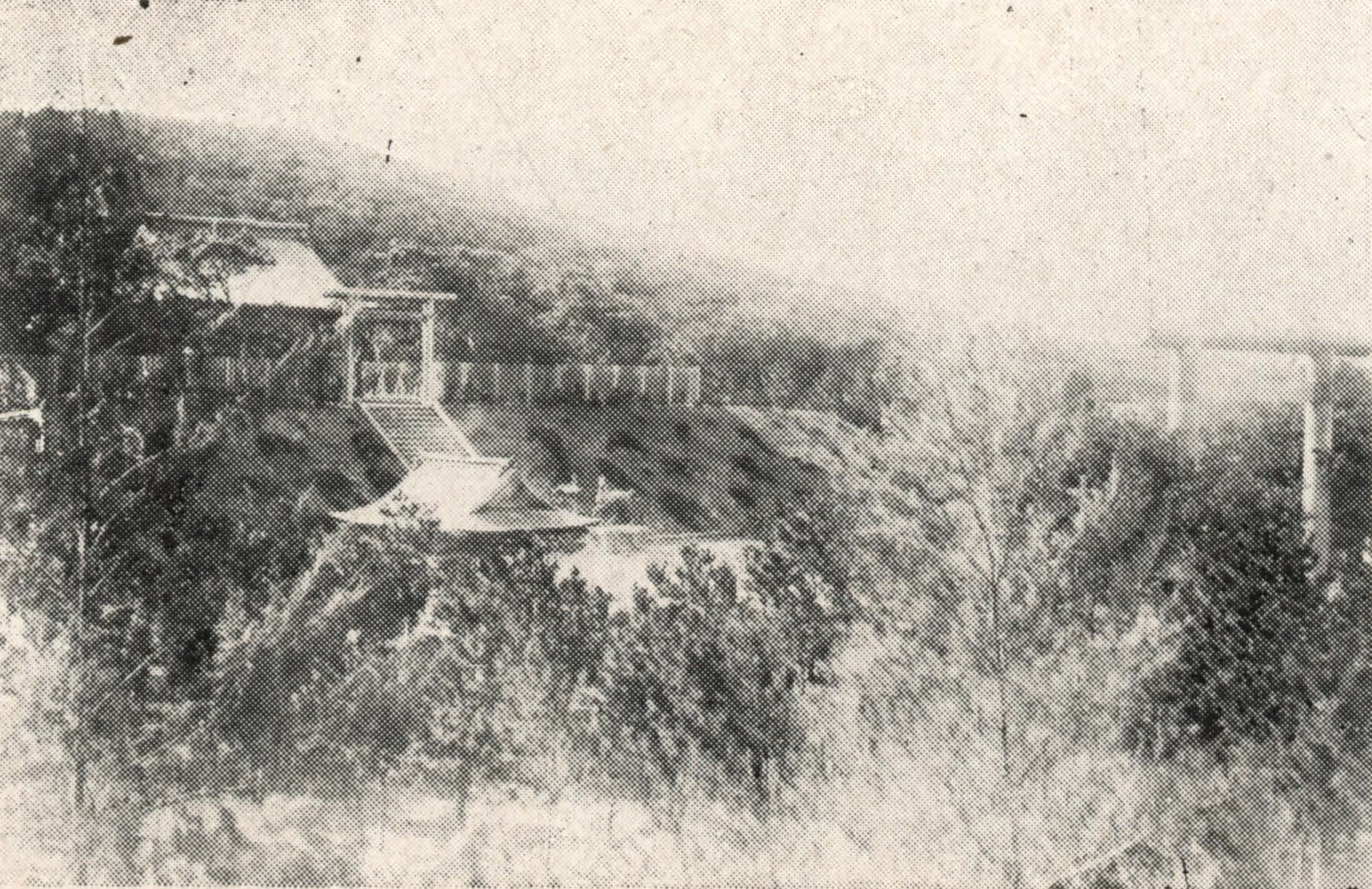
第一代新竹神社全景

#### 爽吟閣

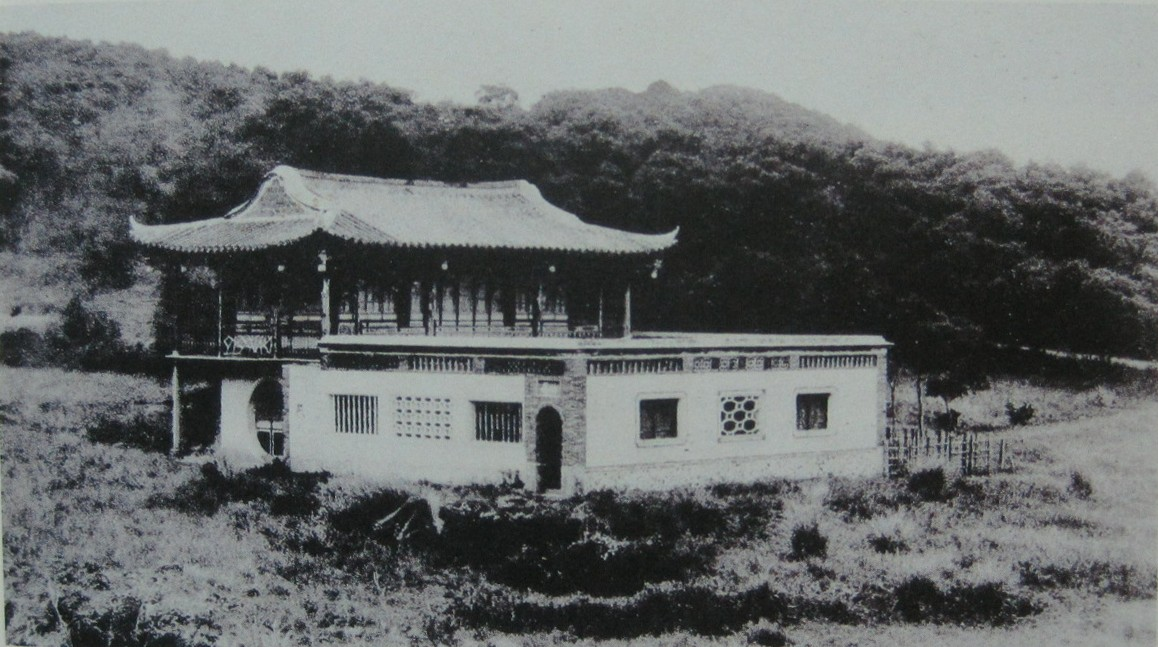
位於新竹神社外苑之爽吟閣

因北白川宮能久親王於1895年7月31日至同年8月7日間，曾借宿於位於新竹西門的潛園休養，此地於後被稱於「新竹御舍營所址」；後因潛園逐漸荒廢且位在市區改正的計畫道路上而預計被拆除，由林榮初於新竹神社興建時，決定將潛園的建築之一「爽吟閣」捐給新竹神社，於是此建築於1919年2月被搬至新竹神社東側的社域內，而新竹市役所於1935年在新竹御舍營所址放置木標告示。1920年9月，竹南庄陳羹梅將北白川宮於「中港御舍營所」使用的床舖捐給新竹神社，並放置在爽吟閣內。

#### 升格為縣社
大正九年（1920年）2月17日，新竹神社被列為縣社。同年4月27日舉行列格奉告祭。大正十一年（1922年），因為日本皇太子裕仁（昭和天皇）預定在次年4月訪臺，臺灣總督府曾撥款修整神社設施。

### 第二代神社(1940-45年)

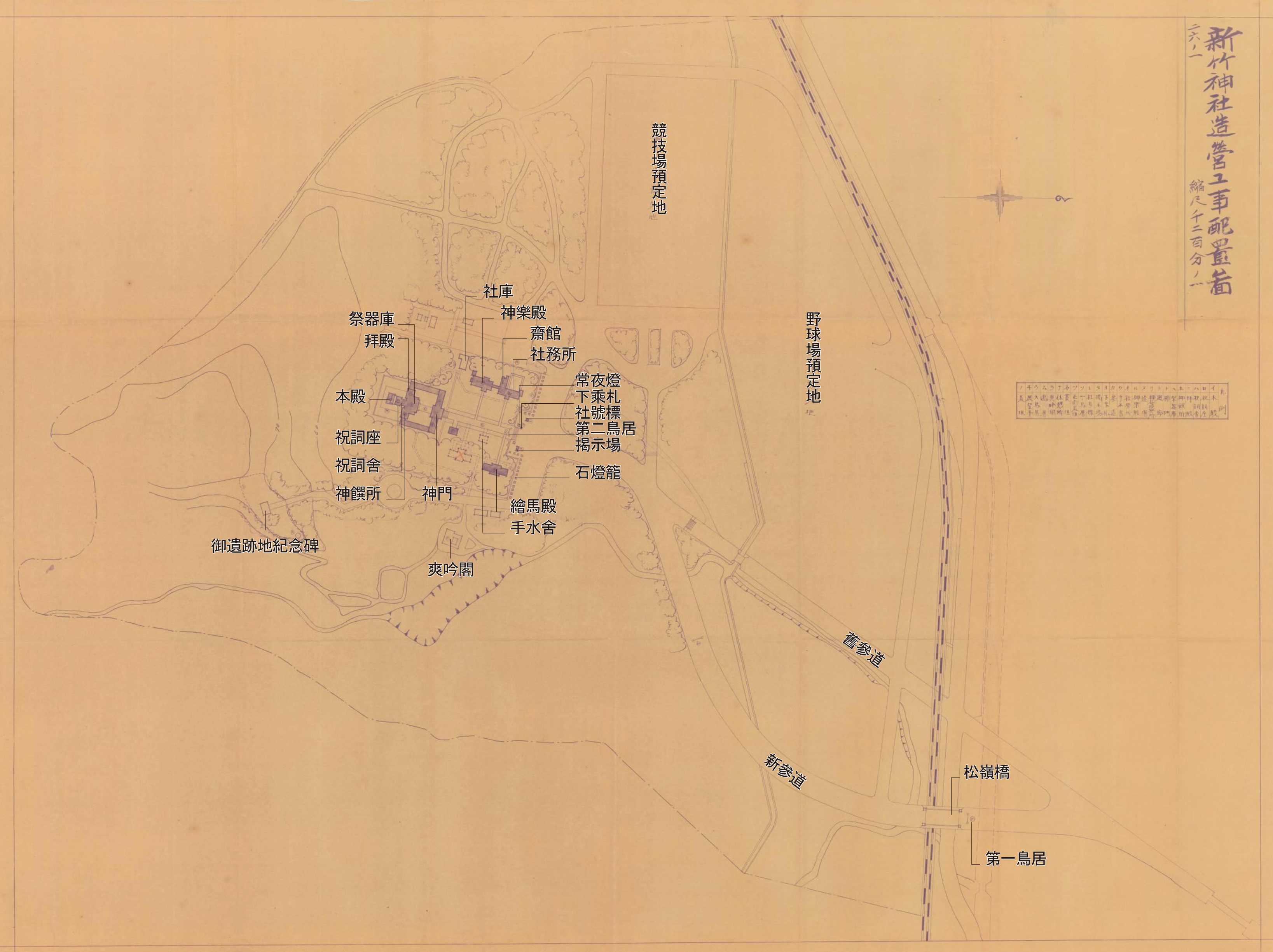
第二代新竹神社配置圖(北方朝右)

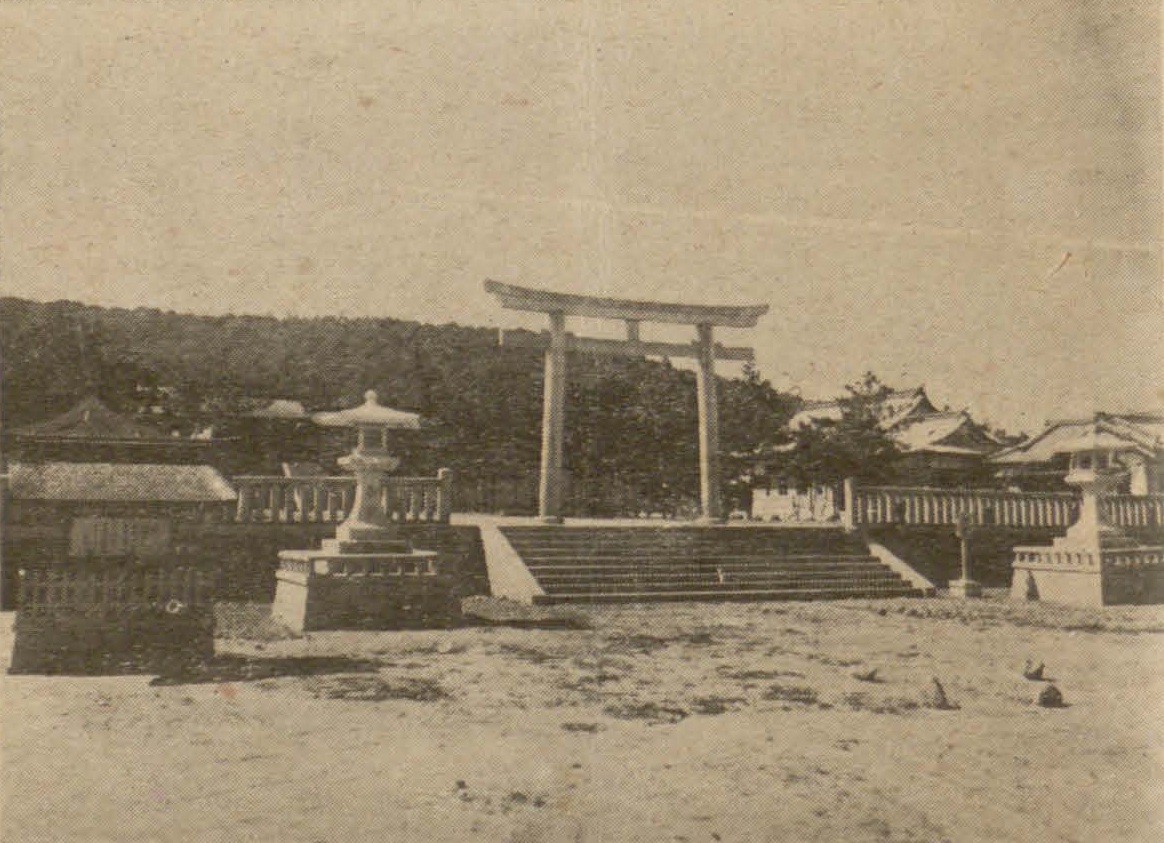
第二代新竹神社第二鳥居及常夜燈

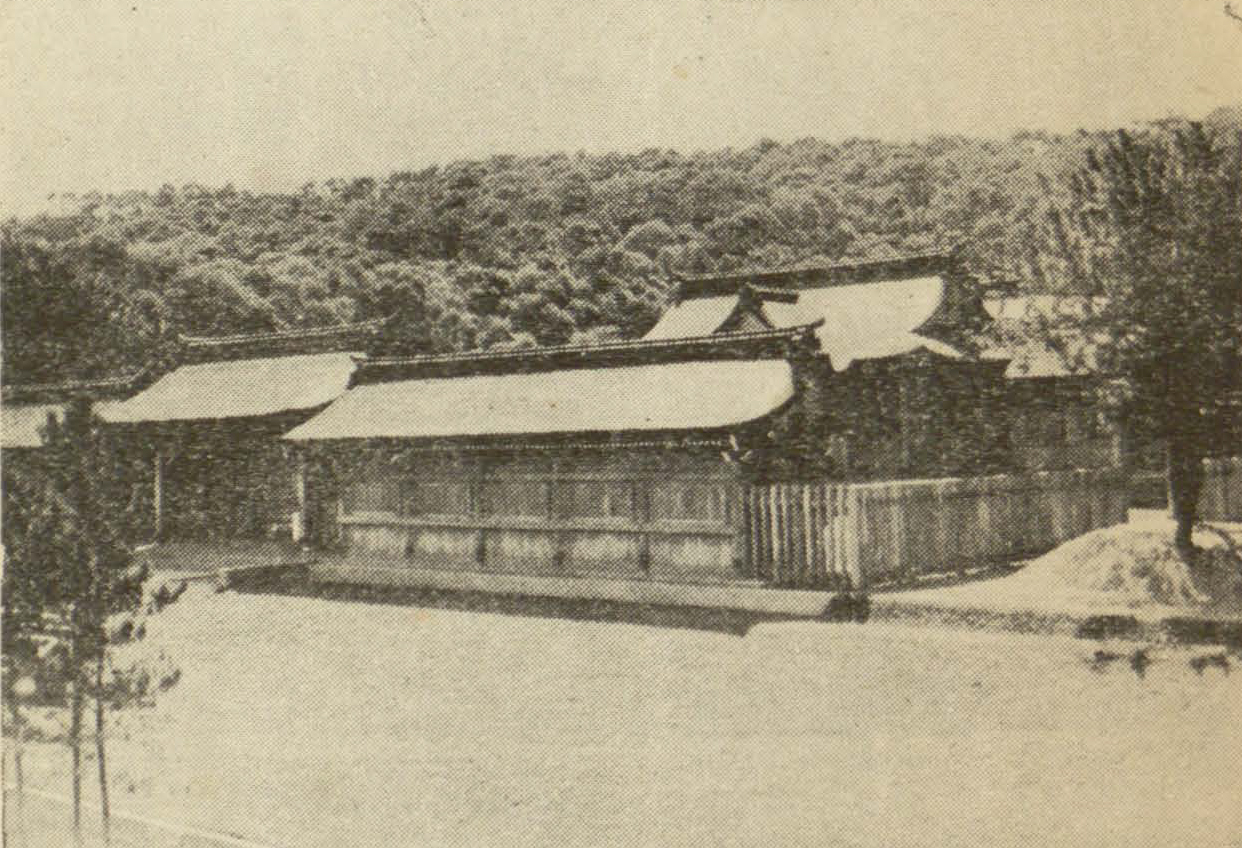
第二代新竹神社神門及迴廊

#### 擴建
依據新竹神社奉贊會會長兼新竹州知事赤堀鐵吉的說法，由於神社建築老舊且原有社域已不足容納參拜人數等因素，加上為了皇紀2,600年（1940年）的紀念事業，當局於1936年5月開始計畫擴大神社社域及興建第二代新竹神社。擴建工程係由新竹州土木課建築技師手島誠吾負責，其為此前往日本參訪了65座神社，以求能設計出配合當地氣候及地形的神社建築。擴建工程於昭和十三年（1938年）7月10日動工，昭和十五年（1940年）10月24日完工，總預算為505,451圓，後來實際支出約60萬圓。第二代新竹神社的社有地為37,224坪，擴建工程社殿重建，主要將神明造改為流造的樣式，神苑植栽重新規劃，以及在北側神社外苑規劃棒球場、競技場等運動設施。第二代新竹神社之設施有流造本殿、入母屋造祝詞舍、入母屋造拜殿、破風造神饌所及祭具舍、破風造神門、破風造迴廊、破風造透塀、入母屋造齋場、入母屋造神樂殿、入母屋造繪馬殿、破風造手水舍、破風造社務所、鋼筋混凝土造第一鳥居、檜木造第二鳥居、檜木造脇鳥居、社號標、揭示場、社庫等設施。
新竹神社的參道始自橫跨客雅溪的「宮前橋」，原參道係往南直通新竹神社，但因需跨越鐵路及縱貫道路，於此次擴建中，建設了稍微彎曲的新參道（現今松嶺路），並新建「松嶺橋」以跨越鐵路及道路，橋前設有高約10公尺的第一鳥居。因第一代新竹神社前無社至廣場而有停車不便的問題，不利於團體參拜進行，於是於擴建中在社殿前社至可容納約一萬人的廣場。廣場東南側有小路可前往北白川宮御遺跡地之爽吟閣及御露營地。自廣場向南可見神社石階，右手邊為長約5公尺的社號標，階梯兩側為高約6公尺的石燈籠。登上石階後則會經過木造的第二鳥居，右手邊為社務所及神樂殿，為舉行神樂舞及神前結婚的場地，左手邊為手水舍和休憩所。再經過一石階梯後，則會通過迴廊式的神門，此設計是為了因應台灣多雨及炎熱的氣候，且因神社座向朝向東北，可多少阻擋冬季之東北季風。
關於新竹神社神苑內的植栽，因北白川宮在牛埔山時曾在榕樹下乘蔭，而日本皇族參拜御遺跡地和新竹神社時多次獻植松樹，故神苑內植栽原以榕樹、松樹、樟樹為主，新竹州於後亦倡導愛林植樹活動，發起多次神社獻木活動。至新竹神社擴建之時，考量榕樹對神社的視線遮蔽，其根系可能對神社設施造成的影響，將部分樹種改為松樹。

#### 升格為國幣小社
新竹神社在昭和十七年（1942年）11月25日列格「國幣小社」，為台灣第一座國幣小社，其升格時間早於後續才升格之臺中神社及嘉義神社。另外，新竹州廳為了增加戰時的動員能力，在1940年6月的市長郡守會議中，決定在新竹神社東側的外苑興建青年道場，並以台北的國民精神研修所為參考，設施包含大講堂、小講堂、貴賓室、來賓室、場長室、事務室、合宿室，且規劃將位在南寮海水浴場的青年修鍊所移轉至此處。青年道場在1942年3月開始進行整地作業，動員了新竹州下的青年團及市民團體來此協助作為勤勞奉公的一環，在1943年12月5日舉行竣工式，總工程費約21萬，並命名為「松嶺道場」。

### 戰後發展

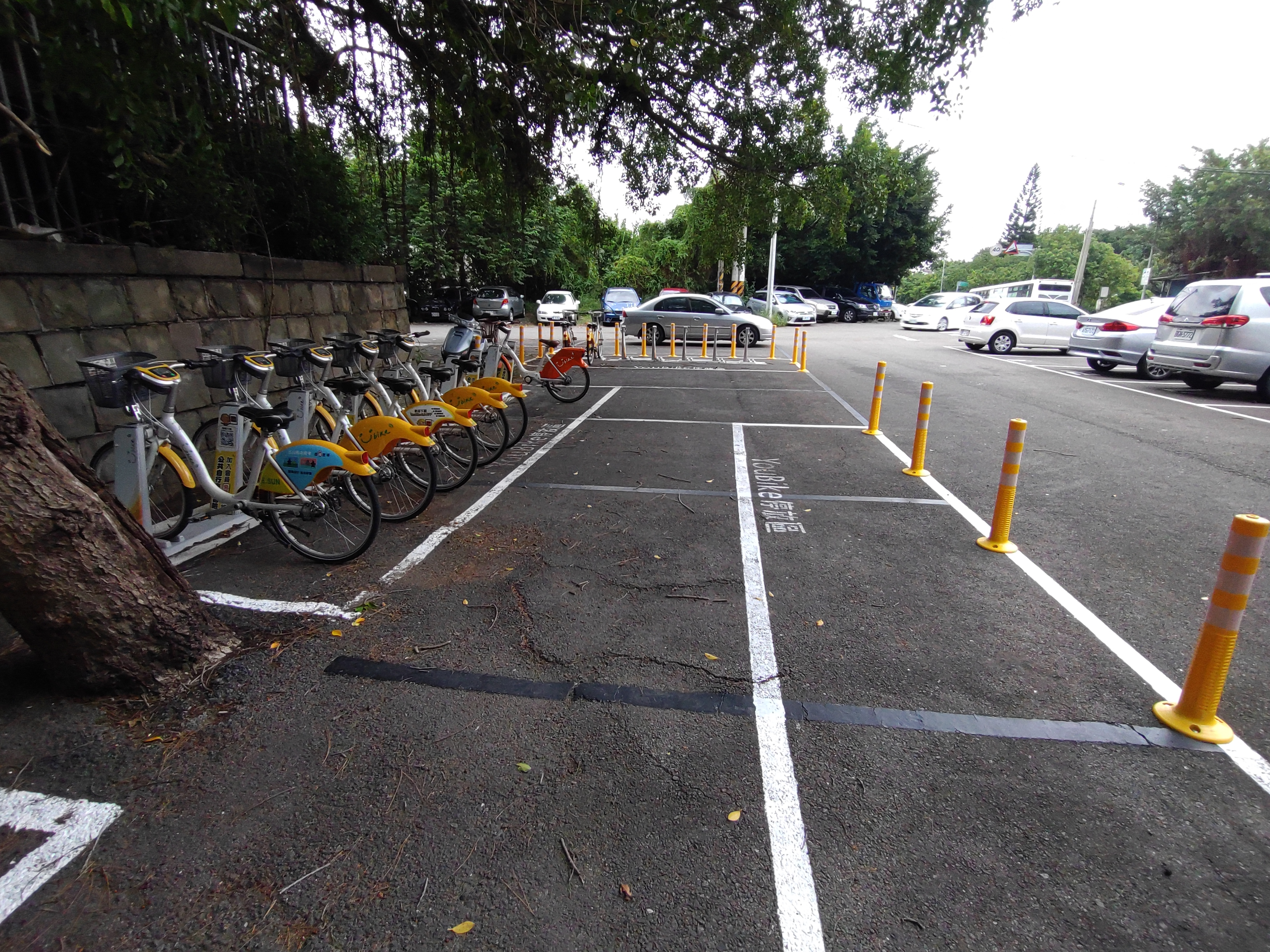
今日新竹神社遺址外圍YouBike微笑單車站點

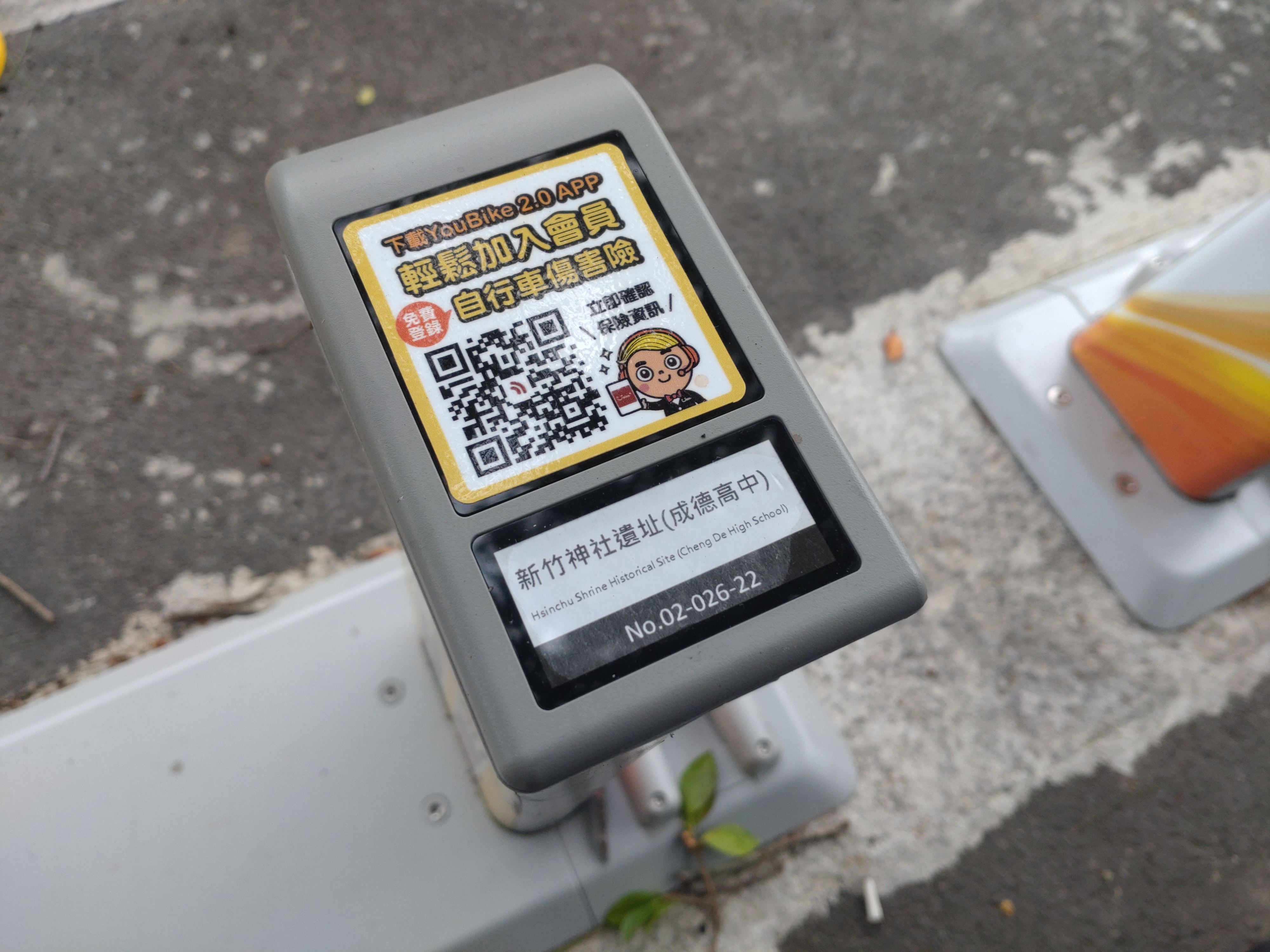
新竹神社遺址周圍Youbike站點名稱仍保有「新竹神社」字樣

新竹神社在戰後初期的使用情形不明，警備總部在1957年成立後，新竹神社由警北總部新竹分隊接管，變成軍事機關。警備總部於1987年解嚴後隔年裁撤，改由新竹市團管區接管。1992年，因應遣返大陸非法入境者之需要，此地由警備總部第一總隊進駐，並於同年7月改由內政部警政署入出境管理局進駐，作為「大陸人民新竹處理中心」，其又被俗稱「新竹靖廬」。爽吟閣於戰後1949年被陸姓人家佔住，加上被颱風的破壞，此建築於2002年被拆除，部分構件放在原新竹神社原繪馬殿保存。
神社外苑的松嶺道場的房舍則由新竹市政府在1948年底永久撥用給「臺灣省立習藝所」，作為應受保護管束、強制工作者技藝培訓的場所。1956年2月9日清晨，省立習藝所房舍遭大火全部燒毀。省立習藝所在1981年1月改為「省立仁愛習藝中心」，原址目前為衛生福利部少年之家。
1998年的《新竹市日治時期建築文化資產調查研究》中，將新竹神社內的建物列為未來歷史性建物保護對象。後經新竹市文化局審議後，新竹神社殘蹟及其附屬建築於2001年5月31日由新竹市政府公告為市定古蹟，現存社務所、齋館、神樂殿、社庫、繪馬殿、手水缽、常夜燈、部分石燈籠、石獅、公共便所、部分神職宿舍、祭器庫、倉庫，為臺灣現存繼桃園神社後第二完整的神社。靖廬在2018年10月遷移高雄後，原址將移撥新竹市政府進行修繕。

## 社徽

新竹神社社徽(十四菊陰八重桔梗)

新竹神社之社徽為「十四菊陰八重桔梗」 。

## 皇族參拜
- 1901年11月1日，北白川宮能久親王妃富子造訪牛埔山御露營地
- 1917年10月30日，北白川宮成久王與其妃子房子內親王造訪牛埔山御露營地
- 1923年4月19日：裕仁皇太子
- 1926年10月29日：北白川宮能久親王妃富子
- 1927年11月5日：朝香宮鳩彥親王
- 1929年10月30日：東伏見宮依仁親王妃周子
- 1931年6月16日：賀陽宮恒憲王
- 1938年6月30日：竹田宮恆久王妃昌子內親王[3]

## 御寶物

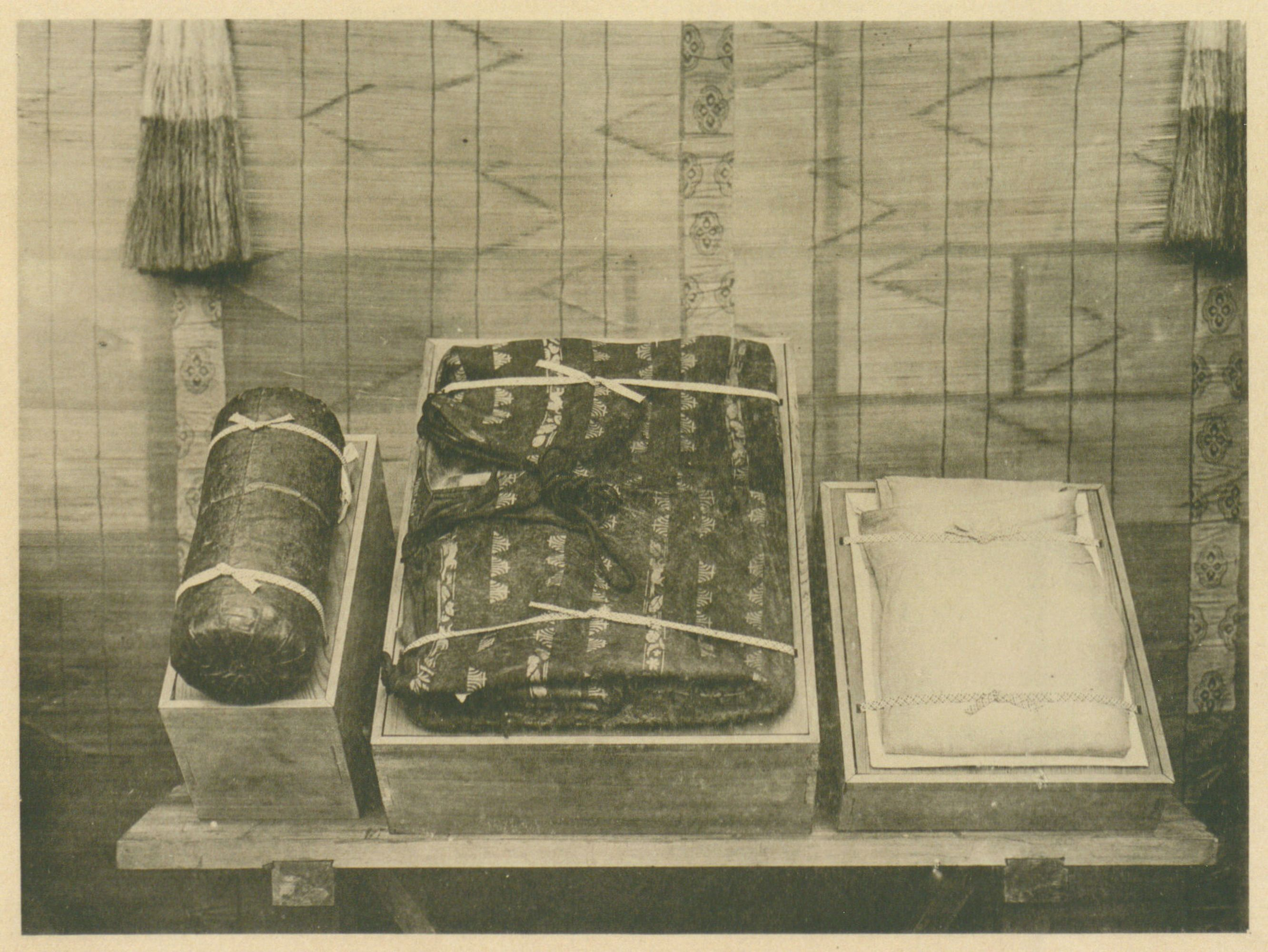
新竹神社中北白川宮能久親王之藏品

- 於1914年10月24日捐獻，由北白川宮在台中使用過之物品：白棉縮御袴下、台灣製護謨枕、菖蒲皮製袋
- 於1931年8月18日由神宮司廳捐獻：金銅御太刀、御鏡、梓御弓、御楯、錦御靭[3]

## 神職

### 社司
- 吉野利喜馬（1923年至1928年），曾任北白川宮能久親王翻譯官
- 佐佐木長藏（1928年至1934年）
- 宮島由多加（1934年至1942年）

### 宮司
- 宮嶋由多加（1942年至1945年）[19]

## 現存設施
| 設施 | 現況                   | 說明                     | 備註 |
| ---- | ---------------------- | ------------------------ | --- |
| 建築 |                        | 社務所、齋館與繪馬殿     | |
| 建築 | 神樂殿, 主殿與拜殿基礎 |                          | |
| 建築 |                        | 手水舍（地面遺跡與地基） | 手水缽( 第一代與第二代 )現存於靈隱寺。 |
| 文物 |                        | 常夜燈、石燈籠、鳥居     | 現移置靈隱寺與新竹市動物園 |
| 文物 |                        | 石獅                     | 原本是林恒茂家族宗祠的石獅，後來充作第一代新竹神社的狛犬，第二代新竹神社興建後移到新竹公會堂，最後在1964年安置在市議會大門成為新竹市議會石獅 |

## 其他
- 秋惠文庫藏有《新竹神社祭典畫卷》，為台灣地區僅存描繪日治時期神社祭典行列的全圖畫卷，總長648公分[20]。
- 新竹市於1935年實施町名改正時，新竹神社前方的地區改為宮前町。